# 切斯特城足球俱乐部

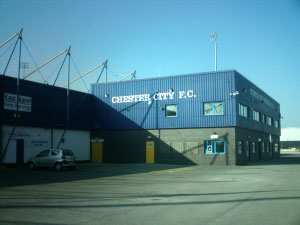
德瓦运动场

車士打城足球會（Chester City Football Club）是位於英格蘭西北部與威爾斯邊境接壤柴郡首府切斯特的足球會，於2008/09年球季再次由英格蘭乙級聯賽降級到議會全國聯賽作賽。雖然取得議會全國聯賽友會一致支持獲准繼續參賽，但在球季展開已被扣減25分，除大將星散外，球會因財困而拖欠薪金，留隊球員一度罷踢抗議，最終在2010年2月26日被褫奪參賽資格。
車士打城足球會原名車士打足球會（Chester F.C.），於1983年更改為現時的名稱。切斯特城在1931年已獲邀加入足球聯盟，但大部分時間在下游級別掙扎。車士打於2004年獲得議會全國聯賽冠軍，是球會歷史首個全國性聯賽冠軍。
車士打採用切斯特的「德瓦运动场」（Deva Stadium）作為主場球場，球場部分位於威爾斯境內的弗林特郡（Flintshire），由於冠名贊助的條款，於2004到2007年曾更名為「辛達斯本田球場」（Saunders Honda Stadium）。

## 大事紀年
| 年 份     | 事 項                                                                                  |
| --------- | -------------------------------------------------------------------------------------- |
| 1890-91年 | 混合聯賽（The Combination）創始成員                                                    |
| 1899年    | 脫離混合聯賽                                                                           |
| 1901-02年 | 再次參加混合聯賽                                                                       |
| 1903-04年 | 混合聯賽亞軍                                                                           |
| 1904-05年 | 混合聯賽亞軍                                                                           |
| 1905-06年 | 混合聯賽亞軍                                                                           |
| 1906-07年 | 晉身威爾斯杯四強。混合聯賽亞軍                                                         |
| 1907-08年 | 決賽3-1擊敗Connah's Quay & Shotton，威爾斯杯冠軍。混合聯賽亞軍                         |
| 1908-09年 | 決賽0-1負於域斯咸，威爾斯杯亞軍。混合聯賽冠軍                                          |
| 1909-10年 | 決賽1-2負於域斯咸，威爾斯杯亞軍                                                        |
| 1910-11年 | 參加蘭開郡混合聯賽（Lancashire Combination）乙組聯賽。蘭開郡混合乙組聯賽季軍，升級甲組 |
| 1911-12年 | 晉身威爾斯杯四強                                                                       |
| 1912-13年 | 晉身威爾斯杯四強                                                                       |
| 1915年3月 | 因戰時困難，退出蘭開郡混合聯賽，當季戰績被刪除                                         |
| 1919-20年 | 赤郡聯賽（Cheshire County League）創始成員                                             |
| 1921-22年 | 赤郡聯賽冠軍                                                                           |
| 1925-26年 | 赤郡聯賽冠軍（第二次）                                                                 |
| 1926-27年 | 赤郡聯賽冠軍（第三次）                                                                 |
| 1930-31年 | 赤郡聯賽亞軍                                                                           |
| 1931-32年 | 獲選加入足球聯盟北區丙組聯賽。晉身威爾斯杯四強                                         |
| 1932-33年 | 決賽2-0擊敗域斯咸，威爾斯杯冠軍（第二次）                                              |
| 1934-35年 | 決賽0-1負於特兰米尔，威爾斯杯亞軍                                                      |
| 1935-36年 | 決賽0-2負於克魯，威爾斯杯亞軍。北區丙組聯賽亞軍                                        |
| 1938-39年 | 晉身威爾斯杯四強                                                                       |
| 1946-47年 | 決賽0-0，重賽5-1擊敗Merthyr Tydfil，威爾斯杯冠軍（第三次）                             |
| 1949-50年 | 晉身威爾斯杯四強                                                                       |
| 1952-53年 | 決賽1-2負於Rhyl，威爾斯杯亞軍                                                          |
| 1953-54年 | 決賽0-2負於Flint Town United，威爾斯杯亞軍                                             |
| 1954-55年 | 決賽1-1，重賽2-3負於Barry Town，威爾斯杯亞軍                                           |
| 1956-57年 | 晉身威爾斯杯四強                                                                       |
| 1957-58年 | 決賽1-1，重賽1-2負於域斯咸，威爾斯杯亞軍                                               |
| 1958-59年 | 聯賽重組後被置於丁組聯賽                                                               |
| 1964-65年 | 晉身威爾斯杯四強                                                                       |
| 1965-66年 | 決賽第一回合0-3，第二回合1-0，各得兩分，重賽1-2負於，威爾斯杯亞軍                      |
| 1966-67年 | 晉身威爾斯杯四強                                                                       |
| 1967-68年 | 晉身威爾斯杯四強                                                                       |
| 1968-69年 | 晉身威爾斯杯四強                                                                       |
| 1969-70年 | 決賽第一回合0-1，第二回合0-4，卡迪夫城4分對0分，威爾斯杯亞軍                           |
| 1970-71年 | 晉身威爾斯杯四強                                                                       |
| 1972-73年 | 晉身威爾斯杯四強                                                                       |
| 1974-75年 | 聯賽盃晉身四強。丁組聯賽排第四位，升級丙組                                             |
| 1975-76年 | 晉身威爾斯杯四強                                                                       |
| 1978-79年 | 晉身威爾斯杯四強                                                                       |
| 1982年    | 丙組聯賽排第廿四位，降級丁組                                                           |
| 1983年    | 由「切斯特」更名「切斯特城」                                                           |
| 1985-86年 | 丁組聯賽亞軍，升級丙組                                                                 |
| 1992-93年 | 超聯成立，丙組改組為乙組《第三級》。乙組《第三級》聯賽排第廿四位，降級丙組《第四級》   |
| 1993-94年 | 丙組《第四級》聯賽亞軍，升級乙組《第三級》                                             |
| 1995年    | 乙組《第三級》聯賽排第廿三位，降級丙組《第四級》                                       |
| 1996-97年 | 丙組《第四級》聯賽排第六位，附加賽第一輪兩回合累計0-3負於                              |
| 2000年    | 丙組《第四級》聯賽排第廿四位，降級協會聯賽                                             |
| 2000-01年 | 晉身足總錦標四強                                                                       |
| 2002-03年 | 協會聯賽排第四位，附加賽第一輪兩回合累計2-2，十二碼3-4負於                             |
| 2003-04年 | 協會聯賽冠軍，升級丙組《第四級》                                                       |
| 2004-05年 | 丙組《第四級》更名「乙級聯賽」                                                         |
| 2008-09年 | 乙級聯賽排第廿三位，降級議會全國聯賽                                                   |
| 2009-10年 | 開季前被扣25分；2010年2月26日因財困被褫奪參賽資格                                      |

## 隊色與隊徽
車士打原本的隊色為紅白，一直採用到1899年球隊暫時解散為止。於1901年遷移到「鞭繩徑」（Whipcord Lane）時將隊色一併更改為綠白。在第一次世界大戰爆發前球隊不斷改變顏色組合，包括綠衫白褲、綠白直間及半綠半白等。球隊在1919年再次更改隊色，深綠色的球衣為球隊帶來「常春藤」（Ivies）的綽號。僅用了一年，翌年（1920年）球隊轉用黑白色而被稱為「喜鵲」（Magpies）。黑白色一直沿用到1930年，再更改為藍白直間，其後的30年一直沒有改變，只在1952/53年球季嘗試採用白衫黑褲。
1959/60年球季球隊再次轉變隊色，今次是綠衫綠襪鑲金邊配白褲。於1962年再次改回藍白直間，稍與從前不同的是藍色間條較幼及用藍褲代替黑褲。1968/69年球季車士打改穿全天藍色球衣，維持4年。於1972/73年球季又改回藍白直間，而「海豹」會徽在1974年首次出現在球衣上，贊助廣告則在1982/83年首度出現。車士打於1983/84年球季更改名稱，同時取締藍白直間球衣及海豹會徽，改穿藍衫白褲，翌年改為白袖藍衫白褲。1988/89年在球衣加一條白橫間，而在「西蘭路球場」（Sealand Road）最後一季的則改成全藍球衣。遷到「德瓦运动场」（Deva Stadium）的首個球季車士打改穿有白點的藍衣，球隊在該季降級。翌季隨即回復傳統的藍白直間衫黑褲，球隊亦即回升乙組。但並沒有汲取早前改換球衣的教訓，車士打再改穿灰藍及白色組合的新款球衣，球隊再一次降級。自1995年以後，車士打保持藍白直間的款式，只是深淺及寬度改變。
自1958/59年球季開始將會徽加在球衣上，初時置於球衣中央。於1960年代改用球迷會會徽。而由1974/75年至1982/83年球季採用「海豹」會徽，該設計源於當地一份報章的徵求會徽設計比賽，結果由Handbridge一間設計學校獲得冠軍。而現時的會徽則由切斯特的紋章改成。

## 其他球隊
車士打的預備隊2007/08年球季在「泊汀斯假期聯賽西部甲組」（Pontins Holiday League Division One West）作賽。 
自1990年代末，球會的青訓計劃逐漸成熟，部份畢業學員成功加入一隊的行列。U-18青年隊現時在「彪馬青年聯盟西北分區」（Puma Youth Alliance North West Conference）中角逐，希望能夠超越2006/07年度晉級足總青年盃第四圈的成績，期間更能淘汰青年隊。車士打擁有8隊9-16歲的少年隊，由資深教練照顧。
自1994年開始車士打新增女子隊，取得一定的成績，而球迷會亦有組織球隊與其他球會對賽。

## 敵對球隊
車士打與雷克斯汉姆為長期死敵，兩間球會相距僅12英里，但分別位於英格蘭及威爾斯，現時域斯咸在這被稱為英威跨國界打吡中以29勝領先車士打的26勝。
燦美爾及克魯亦被視為傳統敵對球隊，但由於處於不同組別的關係，自1990年代初已再沒有在聯賽中交戰。最近車士打與由於一連串具爭議的比賽而逐漸加深敵對的情況，2006年11月車士打作客以1-2見負，雙方球員在比賽末段曾大打出手。

## 球會榮譽
- 北區丙組聯賽

亞軍（1）：1935/36年；
- 丙組《第四級》聯賽

亞軍（1）：1993/94年；
- 丁組聯賽

亞軍（1）：1985/86年；
- 足球議會全國聯賽

冠軍（1）：2003/04年；
- 威爾斯杯

冠軍（3）：1908年、1933年、1947年；
亞軍（10）：1909年、1910年、1935年、1936年、1953年、1954年、1955年、1958年、1966年、1970年；
- 足球議會聯賽盃

冠軍（1）：2000/01年；

## 外部連結
- 車士打官方網站